# Place Saint-Jacques (Liège)
Pour les articles homonymes, voir Place Saint-Jacques.
La place Saint-Jacques est une place du centre de la ville belge de Liège située entre l'église Saint-Jacques et l'avenue Maurice Destenay et à proximité du boulevard d'Avroy.

## Toponymie
La place porte le nom de l'église fondée en 1015 à côté de laquelle elle est située.

## Description
Cette place pavée comporte un îlot arboré avec bancs. 

## Patrimoine
Trois édifices sont repris sur la liste du patrimoine immobilier classé de Liège :
- L'église Saint-Jacques-le-Mineur de Liège qui est aussi reprise sur la liste du patrimoine immobilier exceptionnel de la Wallonie.
- Au no 8 : hôtel Baral (presbytère de l'église Saint-Jacques) daté de 1788[1].
- Au no 16 : hôtel Warzée ou immeuble Tart édifié vers 1780, de style néo-classique[2],[3].

## Activités
Le CPAS de Liège  se situe au no 13

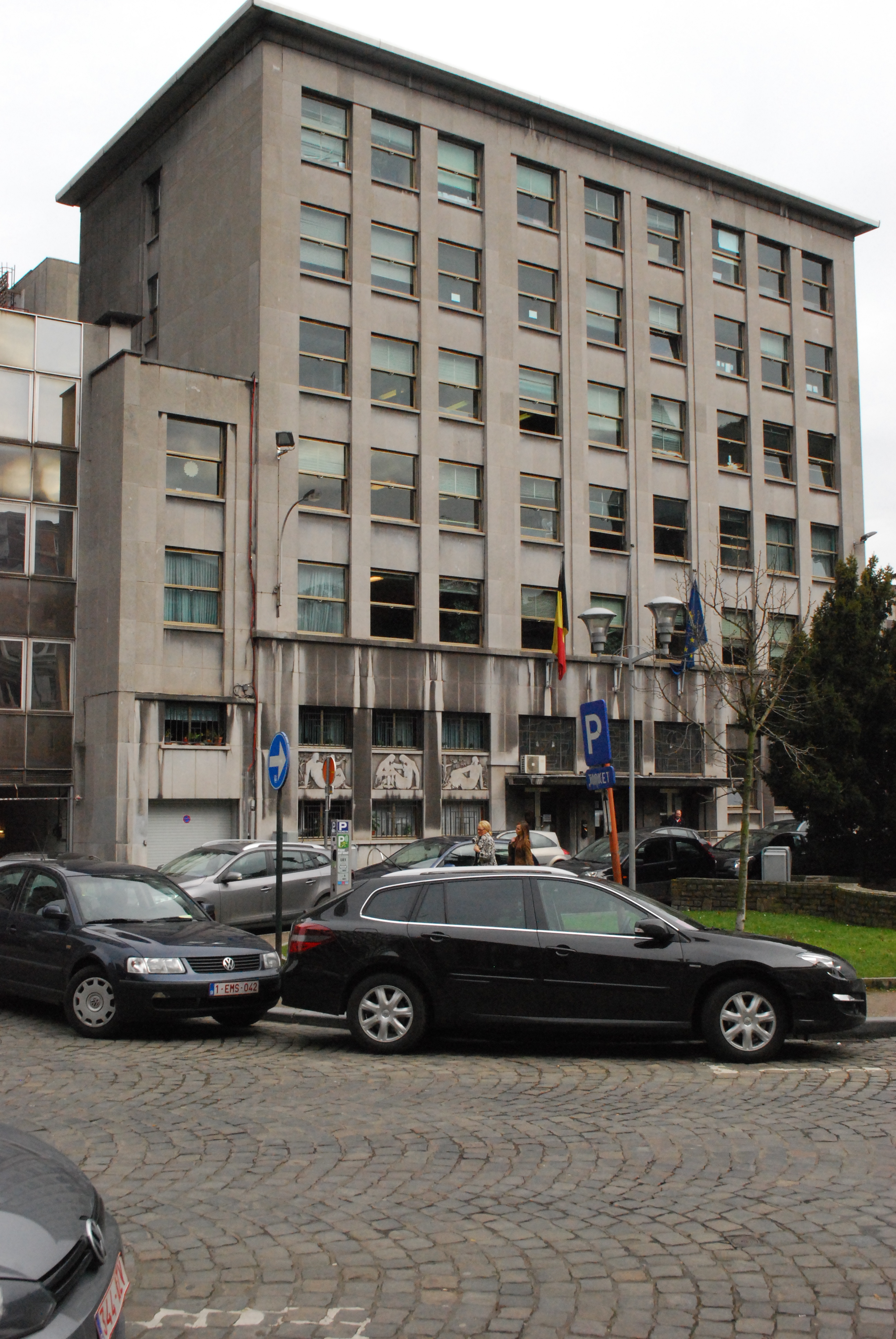
Le CPAS de Liège

## Voies adjacentes
- Rue du Vertbois
- Rue Eugène Ysaye
- Avenue Maurice Destenay